# مهاویدیا

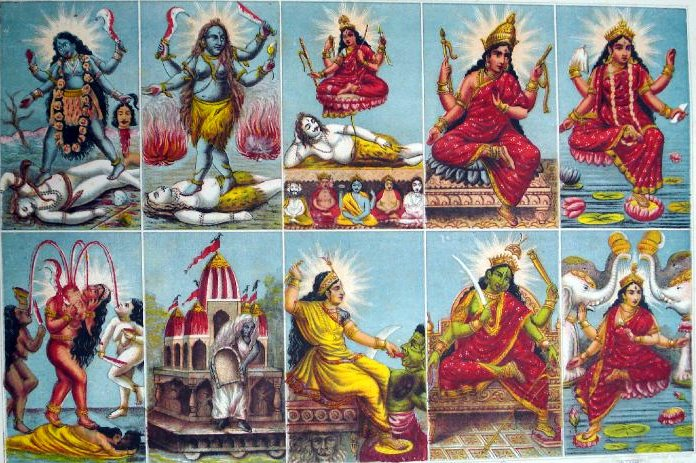
ده فرزانه بزرگ: کالی، تارا، شوداشی، بووانشواری، بایراوی، چین‌نمسته، دوماواتی، باگالاموکهی، متنگی و کماله.

مَهاویدیاها (مِه‌دانش) یا دَشَه-مهاویدیَه گروهی شامل ۱۰ جنبه از جنبه‌های ایزدبانوی مادر یا همان کالی در مذهب هندوئیسم هستند.
واژه مهادیویا به معنای «فرزانگی بزرگ» است و این ۱۰ الههٔ فرزانگی، طیفی از الهه‌ها را نمایندگی می‌کنند که یک سر آن از ایزدبانوهای دهشتناک شروع می‌شود و تا الهه‌های دلپذیر در سر دیگر طیف ادامه می‌یابد.
شکل گرفتن ایده مهاویدیا نقطه عطفی در تاریخ شاکتی‌پرستی به‌شمار می‌آید زیرا نمایانگر برآمدن جنبه‌های بهکتی‌گرایانه در شاکتی‌پرستی است که اوج آن در ۱۷۰۰ پس از میلاد بود.
این ایده که نخستین بار در حدود سده ششم میلادی در دوران پس از پورانا شکل گرفت، یک جنبش تازه در ایزدباوری آن دوران پدید آورد که در آن موجود برتر به صورت وجود مؤنث انگاشته شد.